# イェケパ
イェケパ（Yekepa）は、リベリアの都市。リベリア北部、ニンバ山のふもとにあり、ギニアとの国境にほど近い。ニンバ郡に属している。
かつてはアメリカとスウェーデン資本のLAMCO（リベリア・アメリカ鉄鉱会社）社の所有する鉄鉱山があり、ニンバ山からとれる鉄鉱石の採掘の拠点として栄えていた。イェケパから海岸のブキャナン (リベリア)まではLAMCOの私有鉄道が敷設され、鉄鉱石を輸送していた。しかし、リベリア内戦時に鉱山は破壊されてしまった。
内戦終結後、アルセロール・ミッタル社がこの鉱山の再開発を決定し、多くの議論の後2007年5月に再開発をスタートさせた。